# Salmon Kings de Victoria
Pour les articles homonymes, voir Salmon.
Les Salmon Kings de Victoria sont une franchise professionnelle de hockey sur glace en Amérique du Nord qui évolue dans l'ECHL. L'équipe est basée à Victoria, Colombie-Britannique au Canada.

## Historique
L'équipe est créée en 1988 sous le nom des Panthers d'Érié qui sont ensuite déplacés à Bâton-Rouge en 1996 pour devenir les Kingfish de Bâton-Rouge. Ils sont relocalisés à Victoria en 2004. Les Salmon Kings de Victoria effectuent leur première saison en ECHL en 2004-2005. Elle est affiliée aux Canucks de Vancouver de la Ligue nationale de hockey et au Moose du Manitoba de la Ligue américaine de hockey. 

## Saisons après saisons
| Saison    | PJ | V  | D  | N | DP | DTB | BP | BC | Pts | Classement                  | Séries éliminatoires       |
| --------- | -- | -- | -- | - | -- | --- | -- | -- | --- | --------------------------- | -------------------------- |
| 2004-2005 | 72 | 15 | 52 | 5 | -  | -   |    |    | 35  | 8e place, division Ouest    | Non qualifiés              |
| 2005-2006 | 72 | 26 | 37 | 9 | -  | -   |    |    | 61  | 5e place, division Ouest    | Non qualifiés              |
| 2006-2007 | 72 | 36 | 32 | - | 1  | 3   |    |    | 76  | 3e place, division Ouest    | Défaite en 1re ronde       |
| 2007-2008 | 72 | 42 | 23 | - | 4  | 3   |    |    | 91  | 1e place, division Ouest    | Défaite en 2e ronde        |
| 2008-2009 | 72 | 38 | 27 | - | 2  | 5   |    |    | 83  | 3e place, division Ouest    | Défaite en 2e ronde        |
| 2009-2010 | 72 | 34 | 32 | - | 4  | 2   |    |    | 74  | 4e place, division Ouest    | Défaite en 1re ronde       |
| 2010-2011 | 72 | 32 | 36 | - | 2  | 2   |    |    | 68  | 4e place, division montagne | Défaite en troisième ronde |